# Добрынин, Николай Николаевич
Никола́й Никола́евич Добры́нин (род. 17 августа 1963, Таганрог, Ростовская область, РСФСР, СССР) — советский и российский актёр театра, кино и дубляжа, телеведущий, заслуженный артист России (2002).
Известен по роли Дмитрия Александровича (Митяя) Буханкина в серии фильмов и сериалов «Сваты».

## Биография
Родился 17 августа 1963 года в Таганроге на улице Максима Горького, дом № 4, в семье милиционера и работницы торговли. Отец, следователь, рано ушёл из жизни. Воспитывался старшим братом.
Научился шить в четыре года у бабушки-цыганки, шил мешки для картошки цыганским узлом и получал за это 10 копеек. Начал работать в 6-м классе, всё лето сколачивал почтовые ящики, а в 7-м классе работал грузчиком. Женился первый раз, будучи студентом. Четыре года ночью работал в метро, стал дренажником метрополитена 6-го разряда, красил станцию метро «Библиотека имени Ленина». Занимался преподавательской работой и учил танцевать.
Николай Добрынин определился с профессией благодаря своему брату, Александру. Юноша решил поехать к нему в Москву, чтобы поступить в театральный ВУЗ.
В 1985 году окончил актёрский факультет ГИТИСа (курс И. И. Судаковой и Л. Н. Князевой). С 1985 года работал в театре «Сатирикон» под руководством Константина Райкина.
С 1989 года работал в независимой студии Аллы Сигаловой и театре Романа Виктюка, где продолжил работу в течение 16 лет. После этого Добрынин решил взять перерыв от театра на несколько лет. Вскоре его вернули на сцену, дав главную роль в спектакле «Влюблённый Мопассан» (2005 год), а потом и в постановке «Пижама на шестерых».
В кино впервые снялся в 1986 году в фильме Владимира Аленикова «Нужные люди».
С 24 октября 2021 года — ведущий документального проекта «Война миров» на телеканале «Звезда».
Активно работает в театральных антрепризных проектах.

## Семья
Единоутробный брат — Александр Науменко, оперный певец (бас), солист Большого театра РФ, народный артист России (2008).
Первая жена — однокурсница и бывшая актриса, теле- и радиожурналистка Ксения Ларина, дочь дипломата Андрея Баршева; прожили вместе 5 лет.
Вторая жена — Анна Терехова, дочь Маргариты Тереховой
Усыновлённый сын Тереховой Михаил (род. 1987); жил с отчимом до 16 лет.
Третья жена (брак с 2002) — Екатерина Комиссарова; работала в авиакомпании «Аэрофлот», ныне — помощник режиссёра в театре Романа Виктюка. Семья живёт в Санкт-Петербурге, имеет квартиру в Москве.
Дочь Нина Добрынина (род. 2008).

## Признание и награды
- Заслуженный артист России (2002)[1].
- Лауреат премии Москвы (за участие в фильме «Русский регтайм»).

## Творчество

### Роли в театре
- «Близкие люди». Современный Театр Антрепризы
- «Служанки», режиссёр: Роман Виктюк — Клер
- «Саломея, или Странные игры Оскара Уайльда», режиссёр: Роман Виктюк — Оскар Уайльд / Ирод Антипа
- «Синдром счастья, или Ложь по контракту». Современный Театр Антрепризы
- «Квартет для Лауры», режиссёр: Андрей Житинкин
- «Пижама на шестерых», режиссёр: Семён Спивак
- «Поймай меня... Сможешь?». Театр «Миллениум»
- «Мою жену зовут Морис», режиссёр: Роман Виктюк, 2002 год
- «Мастер и Маргарита», режиссёр: Роман Виктюк — Мастер / Понтий Пилат
- «Близкие люди», режиссёр Алексей Кирющенко

### Фильмография
- 1986 — Нужные люди — строитель Коля
- 1987 — Прощай, шпана замоскворецкая… — Гаврош
- 1988 — Щенок — Сергей Огурцов
- 1989 — Биндюжник и король — Лёва-Кацап
- 1990 — Мистификатор
- 1991 — Феофания, рисующая смерть — Авдей
- 1993 — Месть шута — Чепрано
- 1993 — Русский регтайм — Миша Раевский
- 1993 — Шейлок
- 1994 — Поезд до Бруклина — Эдик
- 1995 — Летние люди — Крапилкин, дачный сторож
- 1996 — Короли российского сыска — Коля Долгушин
- 1997 — Всё то, о чём мы так долго мечтали — Николай
- 1997 — Звёздная ночь в Камергерском
- 1998 — На ножах — Горданов
- 1999 — Белый танец — Женя
- 2000 — Новый год в ноябре
- 2000 — Ростов-папа — Бликса / Вова
- 2000 — Чёрная комната — Филипп
- 2001 — Нина — Саша «Ветер»
- 2001 — Семейные тайны — Кирилл Ермаков
- 2001 — Хозяин империи
- 2001 — Блюстители порока — Рэд
- 2002 — Воровка-2. Счастье напрокат — Сергей Балашов
- 2002 — Русские в городе ангелов — уголовник Кусков
- 2003 — Амапола
- 2003 — Демон полдня — Миша
- 2003 — Жених для Барби — Коля
- 2003 — Сибирочка — князь Гордов
- 2003 — Спасти и выжить
- 2004 — Пограничный блюз — Кусков
- 2004 — Шахматист — Виктор Алексеевич Ратников
- 2005 — Атаман — Папатаракис
- 2005 — Жизнь — поле для охоты — Ким Андреевич Ходеев
- 2005 — Слепой 2 — Растопчин  (серия «Бриллиант для слепого»)
- 2006 — Национальное достояние — Конев, полковник
- 2006 — Прииск — Коля по кличке Дворянин
- 2006 — Сёстры по крови — Василий Иванович Калашников («Васька»), гражданский супруг Маргариты Калашниковой, безработный, позже — исцелитель и владелец частного предприятия «Вась-Вась»
- 2006 — Гражданин начальник 3 — Глеб Романович Погодин
- 2007 — Атлантида — Эдуард
- 2007 — Держи меня крепче — Николай Любимов
- 2007 — Дом на набережной — Ушанги Рижинишвили, журналист
- 2007 — Затмение — Леонид Игоревич Копейко, заместитель начальника следственного управления Генеральной прокуратуры РФ, сообщник Ирины Столетовой
- 2007 — Вальс на прощание — эпизод
- 2007 — Коснуться неба — Алексей Никитович отец Лиды
- 2007 — Сеть — Окаёмов
- 2007 — Срочно в номер — Хрусталёв
- 2008 — Афганский призрак — Луговской
- 2008 — Азиат —  Данил
- 2008 — Батюшка
- 2008 — Безумный ноябрь — кинозвезда
- 2008 — Бой местного значения — рядовой Виктор Андреевич Стряпухин
- 2008 — Александр Македонский — Александр Македонский
- 2008 — Коснуться неба — Алексей Никитич
- 2008 — Мины в фарватере — Бурышёв, капитан тральщика
- 2008 — Одинокий ангел — Алексей Розовский
- 2008 — Родные люди — Иван Петрович Кузнецов
- 2008 — Сказка о женщине и мужчине
- 2008 — Чёрный снег — Авдей, юродивый
- 2008 — Шальной ангел — Пётр Некрасов
- 2008 — Шут и Венера — Владимир, папа Мышкина
- 2009 — Одну тебя люблю — Алексей Петрович, директор школы
- 2009 — Вербное воскресенье — Николай, приёмный отец Павлы, муж Дуси Кочетковой
- 2009 — Одна семья — Сергей Смирнов, брат Андрея
- 2009 — Вердикт — Тульский
- 2009 — Террористка Иванова — Валера Чистов
- 2009 — Течёт река Волга — Сергей, муж Люды
- 2009 — Подарок судьбы — Григорий Морозов столяр-краснодеревщик
- 2009 — Близкий враг — Черняк
- 2009 — Сваты 3 — Дмитрий Александрович Буханкин (Митяй), сосед и кум Ивана и Валентины Будько
- 2009 — Черчилль — Аркадий Христофорович Горелов
- 2009 — Русский дубль — Федот Лавров
- 2010 — Новогодние сваты — Дмитрий Александрович Буханкин (Митяй), сосед и кум Ивана и Валентины Будько
- 2010 — На измене — цыган
- 2010 — Шериф — капитан Шаронов (Шериф)
- 2010 — Сваты 4 — Дмитрий Александрович Буханкин (Митяй), сосед и кум Ивана и Валентины Будько, возлюбленный Ларисы
- 2010 — Подарок судьбы — Григорий Морозов, столяр-краснодеревщик
- 2010 — Борцу не больно — Михалыч, тренер по самбо
- 2010 — За пределами закона — Дмитрий Максимович Гордин
- 2010 — Гаражи — Николай Петрович Кузьмичёв
- 2010 — Небесные родственники — Николай
- 2010 — Громозека — Эдуард Петрович Каминский, хирург
- 2010 — Братаны 2 — Ганс, бывший киллер
- 2011 — Сваты 5 — Дмитрий Александрович Буханкин (Митяй), кум Ивана и Валентины Будько, супруг Ларисы Буханкиной
- 2011 — Одуванчик — Зельдов
- 2011 — «Кедр» пронзает небо — полковник Павел Николаевич Курбатов
- 2011 — Серафима прекрасная — Андрей Короленко
- 2011 — Судмедэксперты — санитар Николай Горошин
- 2011 — Танец нашей любви — Василий
- 2011 — Вендетта по-русски — Максим Платов
- 2011 — Дом на обочине — Лёха
- 2011 — Пираньи — Капустин, капитан шхуны «Пиранья»
- 2011 — Небесные родственники — дядя Коля
- 2011 — Хранимые судьбой — Виктор Корсак, сторож
- 2012 — Байки Митяя — Митяй
- 2012 — Отрыв — Полонез
- 2012 — Сваты у плиты — Дмитрий Александрович Буханкин (Митяй)
- 2012 — Шериф 2 — капитан Шаронов (Шериф)
- 2012 — Любовник для Люси — Григорий Панкратов, муж Люси
- 2012 — Братаны-3. Продолжение — Ганс, бывший киллер
- 2012 — Сваты 6 — Дмитрий Александрович Буханкин (Митяй)
- 2013 — Разведчицы — Вениамин Константинов, архимандрит
- 2013 — Станица — Александр Евгеньевич Рябоконь, майор милиции
- 2013 — 2019 — Молодёжка — Николай Семёнович Бакин, отец Семёна Бакина
- 2013 — Пётр Лещенко. Всё, что было… — Константин, отец Петра Лещенко
- 2013 — Новогодний переполох — Виталий Павлович, заместитель Андрей Шишкина
- 2013 — На крыльях — дядя Яша, вор (главная роль)
- 2013 — Всем скорбящим радость — деревенский дебошир
- 2014 — Дом с лилиями — Дементий Шульгин, 1-й секретарь горкома партии
- 2014 — Кавказская пленница! — Балбес
- 2014 — Алёнка из Почитанки — дядя Панкрат
- 2014 — Мой любимый папа — Иорданов
- 2014 — Дедушка моей мечты — Михаил Белкин / победитель «Поле чудес» по телевизору
- 2014 — Копы из Перетопа — Николай Петрович Заботин, участковый капитан полиции
- 2014 — Трюкач — начальник колонии
- 2014 — Алхимик. Эликсир Фауста — Григорий Распутин
- 2014 — Невеста
- 2015 — Родина — генерал Максимов
- 2015 — Орлова и Александров — Леонид Утёсов
- 2015 — Людмила Гурченко — Марк Гаврилович Гурченко, отец Людмилы Гурченко
- 2015 — Маргарита Назарова — Борис Эдер
- 2015 — Неподсудные — Атаманов
- 2016 — Три королевы — Михаил Погодин
- 2016 — Погоня за шедевром — Андрей Андреевич
- 2016 — Найти мужа Дарье Климовой — полковник
- 2017 — Пёс Рыжий — генерал Акинин
- 2018 — Несокрушимый — безногий хирург
- 2018 — Молодёжка. Лёд и пламя — Николай, отец Семёна Бакина
- 2020 — Легенда Феррари — Александр Иванович Гаев, начальник контрразведки, полковник
- 2020 — Перекати поле — Иван Никодимов
- 2020 — С чистого листа... (короткометражка)
- 2021 — Пункт пропуска — Сергей Александрович, генерал ФСБ
- 2021 — Сваты 7 — Дмитрий Александрович Буханкин (Митяй)
- 2021 — Мосгаз. Дело №8: Западня — Мирон, «вор в законе»
- 2022 — Ну, здравствуй, Зин
- 2022 — Чайки — Леонид Фёдорович Малышев
- 2022 — Подарок пери — Фарух
- 2022 — Телекинез — Пётр Петрович, отец Марины, дед Ани
- 2022 — Морячка — Марьян Белобородько
- 2022 — Против всех — Захар Михайлович Занозин
- 2022 — Подарок феи — отец
- 2022 — Эффект домино — Игорь Валентинович Заморин, брачный аферист
- 2022 — Цирк! — директор цирка
- 2023 — Юность — Федя
- 2023 — Ласт квест (телесериал) — Петя
- 2023 — 1963. Время, вперед! (короткометражка) — интеллигент Леопольд
- 2023 — Медовый месяц — папа Ани
- 2023 — Смешная история (RUTUBE) — Иван Грозный
- 2023 — Адмирал Кузнецов — Иван Георгиевич Мариничев
- 2024 — Молодёжка. Новая смена — Николай Семёнович Бакин, отец Семёна Бакина
- 2025 — ВИА «Васильки» — Борис Кузнецов
- 2026 — Смешарики. Сквозь вселенные — Копатыч

### Телеспектакли
1. 1992 — Саломея — Гумберт Гумберт
2. 1997 — Звёздная ночь в Камергерском

### Озвучивание
- 2006 — Чемоданы Тульса Люпера. Часть 2 — Гюнтер Зелоти (Стивен Макинтош)
- 2003 — Чемоданы Тульса Люпера: Моавитская история — Гюнтер Зелоти (Стивен Макинтош)